# Albap

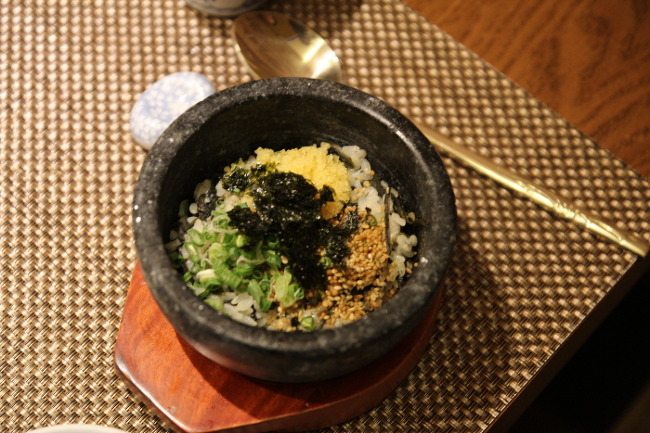
Albap servi dans un dolsot.

L'albap (알밥) est une sorte de bibimbap coréen dans lequel on utilise des œufs de poisson d'une ou plusieurs espèces telles que les poissons volants (communément de cheilopogon). Il est servi dans un ttukbaegi ou un dolsot très chaud.